# Hysterostomella elaeicola
Hysterostomella elaeicola är en svampart som beskrevs av Maubl. 1907. Hysterostomella elaeicola ingår i släktet Hysterostomella och familjen Parmulariaceae.   Inga underarter finns listade i Catalogue of Life.